# Еція Ойданич
Еція Ойданич (хорв. Ecija Ojdanić; нар. 26 червня 1974, Дрниш, СФРЮ) — хорватська акторка.

## Життєпис
Еція Ойданич народилася 26 червня 1974 року у Дрниші. У шестирічному віці Еція разом з батьками переїхали до Спліта.
У 1997 році Ойданич закінчила Академію драматичного мистецтва у Загребі.
Учасниця Міжнародного театрального фестивалю моновистав «Чернігівське відлуння-2».

## Телебачення
- Наші та ваші (2001—2002)
- Золотий палац (2016—2017)